# Togouzak
Le Togouzak (en russe : Тогузак) est une rivière qui coule en Russie dans l'oblast de Tcheliabinsk, et au Kazakhstan dans l'oblys de Kostanaï. C'est un affluent droit de la rivière Ouï, donc un sous-affluent de l'Ob par l'Ouï, puis par la Tobol et enfin par l'Irtych.

## Géographie
Le Togouzak naît en Russie sur les hauteurs du rebord sud-est des monts Oural. En Russie, il coule globalement d'ouest en est. Il pénètre au Kazakhstan et adopte dès lors la direction du nord-est. Il y baigne la petite ville de Komsomolets. Dans son cours inférieur, il marque la frontière entre les deux pays précités. Il se jette dans l'Ouï en rive droite. 
Le bassin versant de la rivière s'étend sur un peu plus de 8 000 kilomètres carrés.
Peu abondant et très irrégulier, son module se monte à 2,9 mètres cubes par seconde. 

## Villes traversées
Le Togouzak traverse des régions arides et peu peuplées. Il baigne la ville de Komsomolets au Kazakhstan.

## Hydrométrie - Les débits mensuels à Togouzak
Le débit de la rivière a été observé pendant 49 ans (durant la période 1936-1987) à Togouzak, petite localité kazakhe située à 12 kilomètres en amont de son confluent avec la Tobol. 
Le débit inter annuel moyen ou module observé à Togouzak sur cette période était de 2,90 m3/s pour une surface de drainage de 7 970 km2, soit la quasi-totalité du bassin versant de la rivière. La lame d'eau écoulée dans ce bassin versant se monte ainsi à 11,5 millimètres par an, ce qui est très faible et résulte de l'extrême médiocrité des précipitations dans la plus grande partie du bassin.
Rivière alimentée essentiellement par la fonte des neiges, le Togouzak est un cours d'eau de régime nival. 
Les hautes eaux se déroulent au printemps, au mois d'avril avant tout, ce qui correspond au dégel et à la fonte des neiges de son bassin. Au mois de mai, le débit s'effondre littéralement, ce qui constitue le début de la période des basses eaux. Celle-ci a lieu de juin à février-mars inclus. 
Le débit moyen mensuel observé en février (minimum d'étiage) est de 0,17 m3/s (170 litres), soit moins de 0,75 % du débit moyen du mois d'avril, maximum de l'année (25,9 m3/s en moyenne), ce qui souligne l'amplitude extrêmement élevée des variations saisonnières. Sur la durée d'observation de 49 ans, le débit mensuel minimal a été de 0,0 m3/s à plusieurs reprises durant les mois d'hiver, tandis que le débit mensuel maximal s'élevait à 107 m3/s en avril 1947.
En ne considérant que la période estivale, la seule vraiment importante car libre de glaces (d'avril à octobre inclus), le débit mensuel minimal observé a été de 0,015 m3/s en juillet 1975 (15 litres).